# Гостиљ (Сребреница)
Гостиљ је насељено мјесто у општини Сребреница, Република Српска, БиХ. Према попису становништва из 2013. у насељу је живјело 463 становника.

## Становништво 1991.
По посљедњем службеном попису становништва из 1991. године, насељено мјесто Гостиљ имало је 148 становника, сљедећег националног састава:
| Националност | 1991.        |
| Срби         | 113 (76,35%) |
| Муслимани    | 35 (23,65%)  |
| Укупно       | 148          |

| Демографија | Демографија | Демографија |
| Година      | Становника  | Становника  |
| ----------- | ----------- | ----------- |
| 1948.       | 157         |             |
| 1953.       | 192         |             |
| 1961.       | 212         |             |
| 1971.       | 283         |             |
| 1981.       | 321         |             |
| 1991.       | 148         |             |
| 2013.       | 503         |             |